# Écritures manichéennes
Cet article concerne un corpus de textes de la religion manichéenne. Pour l'écriture, voir Abjad manichéen.
 (novembre 2021).
La mise en forme du texte ne suit pas les recommandations de Wikipédia : il faut le « wikifier ».
Les points d'amélioration suivants sont les cas les plus fréquents. Le détail des points à revoir est peut-être précisé sur la page de discussion.
- Les titres sont pré-formatés par le logiciel. Ils ne sont ni en capitales, ni en gras.
- Le texte ne doit pas être écrit en capitales (les noms de famille non plus), ni en gras, ni en italique, ni en « petit »…
- Le gras n'est utilisé que pour surligner le titre de l'article dans l'introduction, une seule fois.
- L'italique est rarement utilisé : mots en langue étrangère, titres d'œuvres, noms de bateaux, etc.
- Les citations ne sont pas en italique mais en corps de texte normal. Elles sont entourées par des guillemets français : « et ».
- Les listes à puces sont à éviter, des paragraphes rédigés étant largement préférés. Les tableaux sont à réserver à la présentation de données structurées (résultats, etc.).
- Les appels de note de bas de page (petits chiffres en exposant, introduits par l'outil «  Source ») sont à placer entre la fin de phrase et le point final[comme ça].
- Les liens internes (vers d'autres articles de Wikipédia) sont à choisir avec parcimonie. Créez des liens vers des articles approfondissant le sujet. Les termes génériques sans rapport avec le sujet sont à éviter, ainsi que les répétitions de liens vers un même terme.
- Les liens externes sont à placer uniquement dans une section « Liens externes », à la fin de l'article. Ces liens sont à choisir avec parcimonie suivant les règles définies. Si un lien sert de source à l'article, son insertion dans le texte est à faire par les notes de bas de page.
- La présentation des références doit suivre les conventions bibliographiques. Il est recommandé d'utiliser les modèles {{Ouvrage}}, {{Chapitre}}, {{Article}}, {{Lien web}} et/ou {{Bibliographie}}. Le mode d'édition visuel peut mettre en forme automatiquement les références.
- Insérer une infobox (cadre d'informations à droite) n'est pas obligatoire pour parachever la mise en page.

Pour une aide détaillée, merci de consulter Aide:Wikification.
Si vous pensez que ces points ont été résolus, vous pouvez retirer ce bandeau et améliorer la mise en forme d'un autre article.

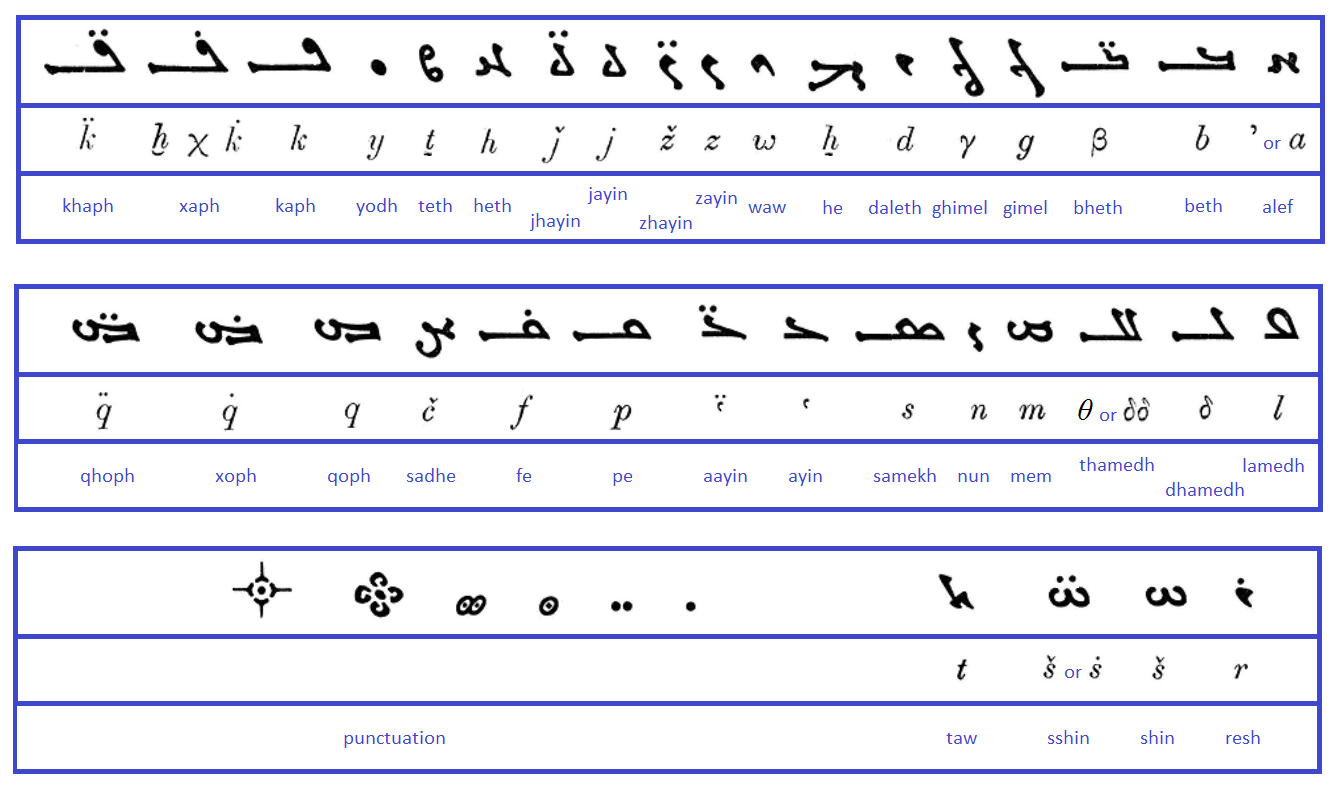
écriture manichéenne utilisé pour ces œuvres.

Les écritures manichéennes comprennent neuf livres principaux : les sept traités de manichéisme, tous écrits personnellement par Mani en syriaque, le Shabuhragan écrit par Mani en moyen-perse, et l'Arzhang, une série d'illustrations peintes par Mani.

## Sept traités
Sept traités du manichéisme, parfois aussi appelés l'Heptateuque manichéen, sont sept écritures écrites personnellement par le fondateur du manichéisme, Mani, et sont les écritures du manichéisme.
Reconnaissant les lacunes des religions qui l'ont précédé, Mani était déterminé à créer une religion mondiale et unifiée. Selon Mani, l'unité de la pensée religieuse du passé ne pouvait être atteinte que lorsque les fondateurs étaient en vie. Cependant, ces fondateurs n'ont pas écrit de livres eux-mêmes, et lorsqu'ils sont morts, leurs disciples ont suivi leur propre voie, entraînant leurs propres religions dans la division et la confusion. Mani a dit du manichéisme : "La religion que j'ai choisie est dix fois plus grande que toutes les religions précédentes. Premièrement, contrairement aux religions précédentes, qui étaient limitées à un pays et à une langue, ma religion sera populaire dans tous les pays, dans toutes les langues, et se répandra jusqu'aux extrémités de la terre. Deuxièmement, les religions précédentes n'existaient que lorsqu'elles avaient des chefs purs, et une fois que les chefs mouraient, leur religion tombait immédiatement dans le chaos et leurs préceptes et écrits étaient négligés. Mais ma religion, elle, grâce à ses classiques vivants, ses prédicateurs, ses évêques, ses frères et ses laïcs, et grâce à sa sagesse et ses écrits, perdurera jusqu'à la fin."
1. L'évangile de Mani a peut-être été conçu comme un évangile de type gnostique, peut-être destiné à commenter ou à remplacer l'évangile chrétien[3] ;
2. Le Trésor de la vie expose les vues manichéennes sur l'homme et l'univers[4] ;
3. Les épîtres contiennent des lettres de Mani et de ses disciples. Expliquez la doctrine[5] ; Discuter de la justesse du manichéisme d'un point de vue[6] ;
4. Psaumes et prières contient des hymnes écrits par Mani et ses disciples[7] ;
5. La Pragmateia décrit l'histoire de l'humanité[8] ;
6. Le Livre des Géants raconte l'histoire de l'observateur et du géant au début de la création du monde[9] ;
7. Le Livre des Mystères est regroupé avec la Pragmateia et le Livre des Géants[10] Il se concentre sur la nature de l'âme en utilisant l'imagerie apocryphe chrétienne[11].

Dans le Compendium manichéen, ces sept écritures sont comparées à des navires : Puissance, fabrique-en sept pour naviguer. »
L'extinction du manichéisme au XIVe siècle en Chine fait qu'aucune des sept écritures n'a été retrouvée dans son intégralité. Des fragments d'écritures en copte, en moyen persan, en parthe, en sogdien, en ouïgour et dans d'autres langues ont été découverts, mais leur propriété spécifique doit être étudiée plus avant.

### Controverse
Dans la littérature chrétienne, il y a un autre dicton des « Quatre Sutras de Manichae », qui n'est pas mentionné dans les récits du manichéisme ou d'autres religions. Il y a beaucoup d'erreurs et il ne suffit pas d'y croire.[pas clair]
| Hégémonius Les Actes d'Akilaï (62.3) | Épiphane de Salamine " Panarion " (66.2. 9) | Théodore Bar Konai "Skalia" |
| ------------------------------------ | ------------------------------------------- | --------------------------- |
| Mystérie (Sûtra secret)              | Moustéria                                   | Raser                       |
| Capitule (Kephalaia)                 | Kephalaia                                   | Rishe                       |
| Euangélium (Evangile)                | Euangelion                                  | Ewangeliyun                 |
| Thésaurus (Trésor)                   | Thésaurus                                   | Simatha                     |

## Shabuhragan
Le Shabuhragan (persan : شاپورگان qui signifie « [le] livre de Sapor », était un livre sacré de la religion manichéenne, écrit par son fondateur, Mani (vers 210-276) en moyen persan, et dédié à Shapur Ier (vers 215  –  272), le roi contemporain de l'empire perse sassanide. Le livre a été conçu pour présenter à Shapur un aperçu de la nouvelle religion de Mani. Il réunit des éléments du zoroastrisme, du christianisme et du bouddhisme. Des fragments originaux du moyen persan ont été découverts à Turpan, et des citations ont été apportées en arabe par Biruni : c'est le seul ouvrage de Mani non écrit en syriaque. Ce livre est répertorié comme l'un des sept traités de manichéisme dans les sources historiques arabes, mais il ne fait pas partie des sept traités du récit manichéen lui-même. Le livre a été conçu pour présenter à Shapur un aperçu de la nouvelle religion de Mani, qui a réuni des éléments du zoroastrisme, du christianisme et du bouddhisme. [réf. nécessaire]
Le mot moyen persan pour « Shabuhragan » est « dw bwn wzrg'y š'bwhrg'n », ce qui signifie « les deux sutras dédiés à Shabur ». La traduction chinoise est abrégée en « deux sutras ». Mani a écrit ce livre en moyen-perse et l'a présenté à Shabur I, le roi de Perse, comme un aperçu des enseignements du manichéisme. Dans ce livre, Mani a décrit sa religion comme la perfection et la continuation d'autres religions existantes, et s'est appelé le « Prophète scellé » : « À travers les générations, les apôtres de Dieu n'ont jamais cessé d'apporter la sagesse et le travail ici. Ainsi, ils sont venus à une époque par l'Apôtre Bouddha dans les pays de l'Inde ; dans un autre, par l'apôtre Zoroastre en Perse ; et dans un autre, par Jésus-Christ en Occident. Après cela, dans ce dernier âge, la révélation est venue, qui a été prophétisée pour venir à Babylone par moi-même, Mani, l'apôtre du vrai Dieu."

## Livre d'images
L'Arzhang est un atlas illustrant le dualisme de la lumière et de l'obscurité dans le manichéisme. Il a été dessiné par Mani et utilisé pour expliquer la doctrine aux analphabètes. À ce stade, Mani estime que sa religion est plus supérieure que les précédentes : « En effet, tous les apôtres, mes frères qui m'ont précédé, n'ont pas écrit de livre. Leur sagesse est comme la mienne. Ils n'ont pas peint leur sagesse dans les images comme moi." L'importance du Livre des Images n'est surpassée que par les Sept Traités. En langue parthe, cette collection est aussi appelée « Ādrhang »,.

## Voir également
- Mani
- Manichéisme